# 王元成
王元成（1967年—），山东宁阳人，汉族，中华人民共和国政治人物、第十一届全国人民代表大会山东地区代表。
毕业于华中师范大学政治学理论专业。加入九三学社。担任山东省泰安市东方计算机学校校长。2008年起担任全国人大代表。